# Kode (museum)

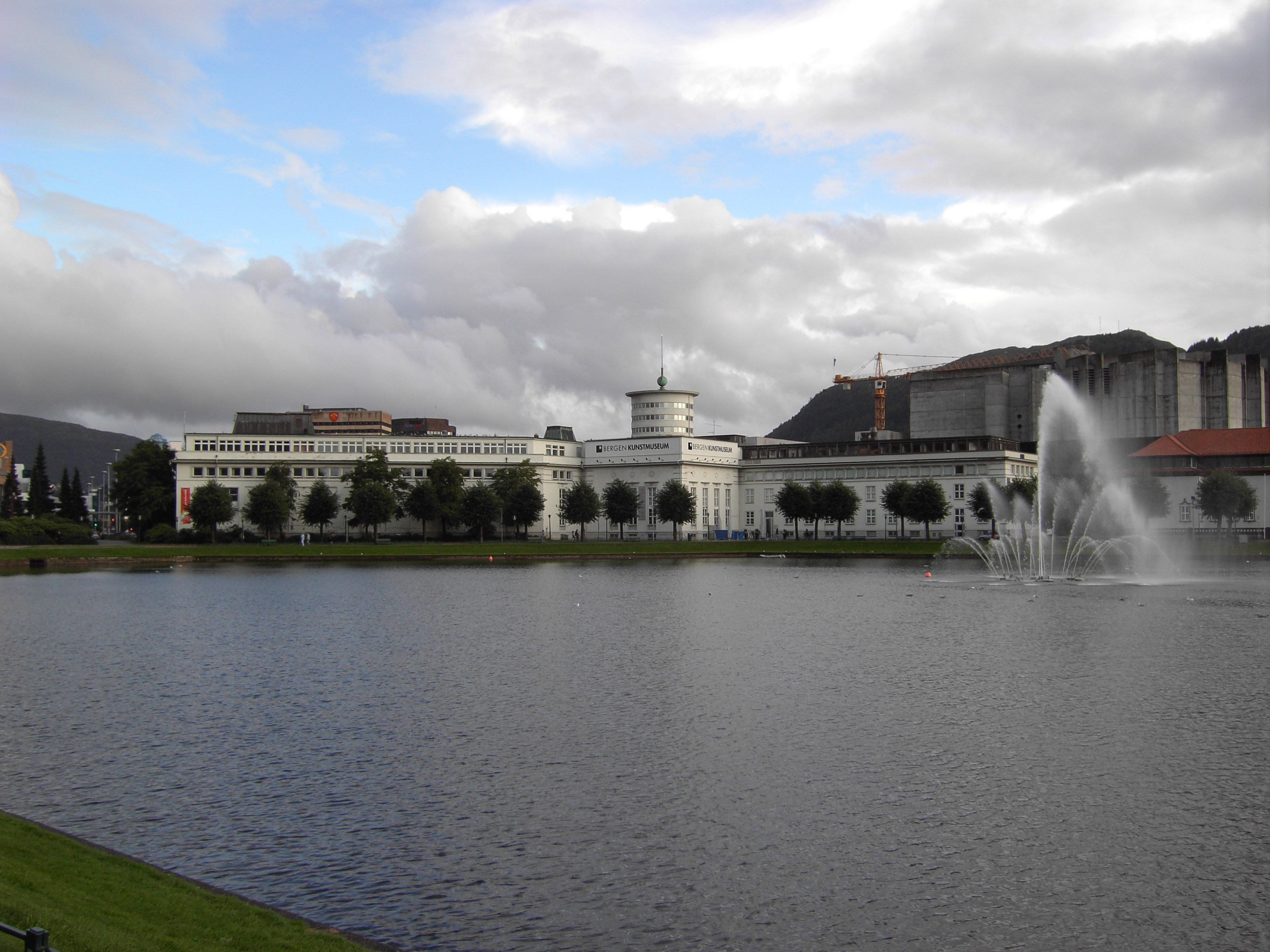
KODE, 2005.

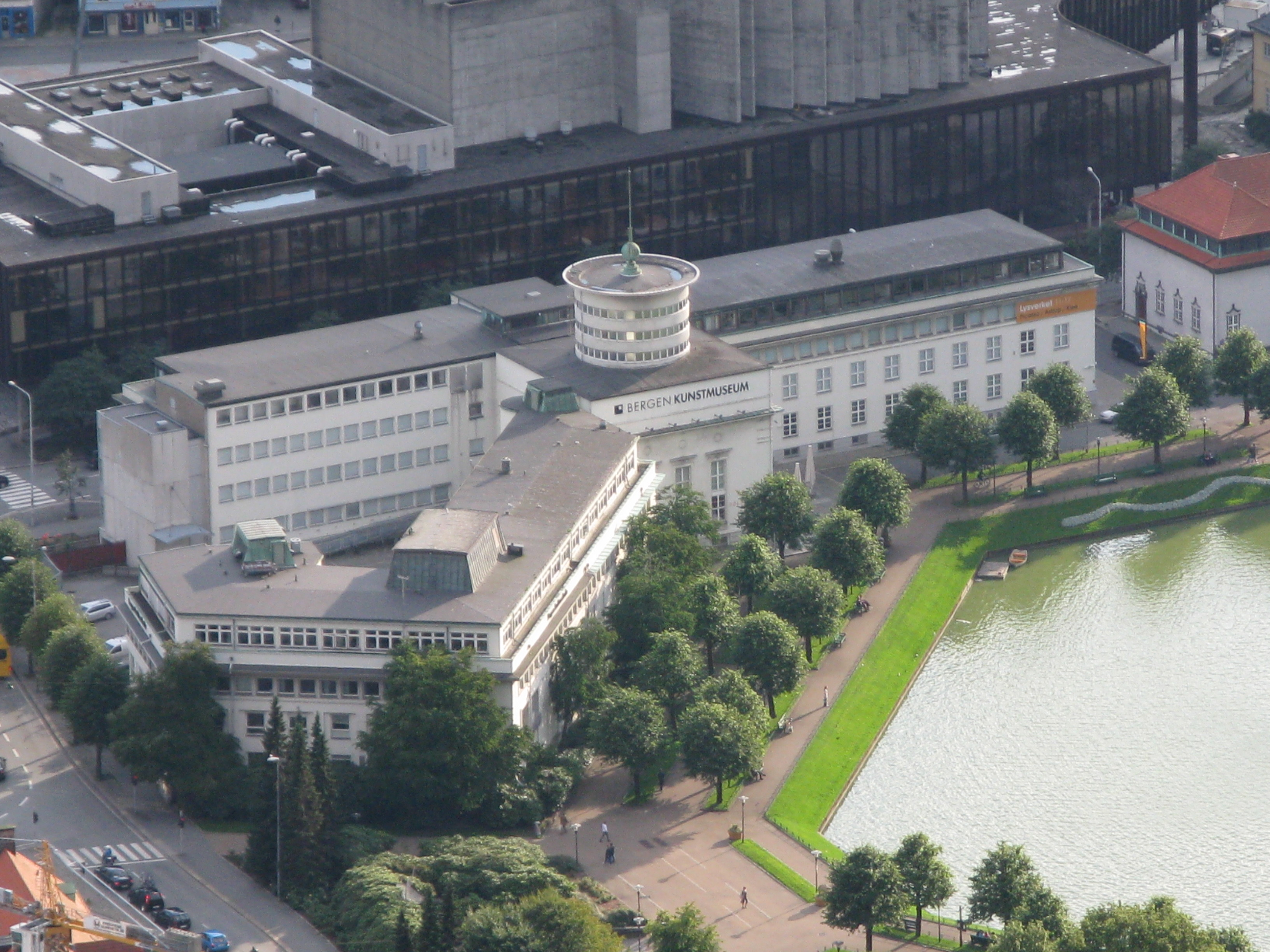
KODE, 2010.

KODE är ett norskt konst-, design- och personhistoriskt museum i Bergen.

## Historik
År 2007 bildades stiftelsen Kunstmuseene i Bergen varvid Permamenten Vestlandske kunstindustrimuseum (grundat 1887) slogs ihop med Bergen kunstmuseum. Sedan april 2013 kallas museet KODE, officiellt Kode kunstmuseer og komponisthjem.

## Verksamhet
KODE är ett av Nordens största museer för konst, konsthantverk, design och musik. Det har verksamhet i fyra byggnader i centrala Bergen: Lysverket, Rasmus Meyers Samlinger, Stenersens samling samt Permanenten (tidigare Vestlandske kunstindustrimuseums byggnad). 
I KODE:s organisation ingår även personmuseerna Edvard Grieg Museum Troldhaugen, Harald Sæverud Museum Siljustøl och Ole Bull Museum Lysøen, men dessa har behållit sina ursprungliga namn.